# لاكلان هاي
لاكلان هاي (بالإنجليزية: Lachlan Hay)‏ هو متزلج على مسار قصير أسترالي، ولد في 25 مايو 1986.

## وصلات خارجية
- لاكلان هاي على موقع أوليمبيديا (الإنجليزية)
- لاكلان هاي على موقع اللجنة الأولمبية الأسترالية (الإنجليزية)